# Verwaltungsgemeinschaft Dornburg-Camburg
Pour les articles homonymes, voir Dornburg.
La Verwaltungsgemeinschaft Dornburg-Camburg est une communauté d'administration allemande qui regroupe 13 communes du land de Thuringe, dans l'arrondissement de Saale-Holzland, au centre de l'Allemagne. En 2015, sa population est de 10 391 habitants.

## Source de la traduction
- (de) Cet article est partiellement ou en totalité issu de l’article de Wikipédia en allemand intitulé « Verwaltungsgemeinschaft Dornburg-Camburg » (voir la liste des auteurs).